# Fading
Fading, engelska "blekna", "tunna ut", är en teknisk term för att styrkan hos en elektrisk signal av olika orsaker försvagas.
Det kan avse till exempel en radiosignal som försvagas på grund av störningar eller förhållanden i atmosfären, men även till exempel en bild som bleknar med tiden.
Det kan också avse en avsiktlig successiv minskning av signalstyrka för att på ett lite mjukare sätt avbryta uppspelningen av ett musikstycke i förtid ("fade out").